# Cayoosh Mountain
Der Cayoosh Mountain ist ein 2.561 m hoher Berg mit einer Schartenhöhe von 671 m in der Cayoosh Range im Südwesten der kanadischen Provinz British Columbia. Er liegt 22 km ostnordöstlich von Pemberton, 12 km nordnordöstlich des Lillooet Lake und direkt nördlich des Cayoosh Pass im Squamish-Lillooet Regional District.
Der nächsthöhere Gipfel ist der Mount Marriott, 5,43 km in Richtung Nordnordost gelegen. Der Oberflächenabfluss des Gipfels fließt in den Cayoosh Creek und andere Zuflüsse des Fraser River. Der Name des Berges wurde vom Bergsteiger Karl Ricker vorgeschlagen und offiziell am 23. Januar 1979 durch das Geographical Names Board of Canada bestätigt.

## Klima
In Bezug auf die Klimaklassifikation nach Köppen und Geiger herrscht am Gipfel des Cayoosh Mountain ein Dauerfrostklima. Die meisten Wetterfronten stammen vom Pazifik und bewegen sich ostwärts auf die Coast Mountains zu, wo sie durch die Berge zum  Aufsteigen (Windstau) gezwungen werden, was wiederum dazu führt, dass die enthaltene Feuchtigkeit in Form von Regen oder Schnee abgegeben wird. Im Ergebnis führt das zu hohen Niederschlägen in den Coast Mountains, insbesondere zu starken Schneefällen im Winter. Die Temperaturen können unter −20 °C fallen, unter Berücksichtigung von Windchill-Einfluss unter −30 °C. Dieses Klima nährt einen Gletscher am Nordosthang des Berges. Die Monate Juli bis September bieten die besten Wetterbedingungen für einen Aufstieg.

## Kletterrouten
Gängige Klettrouten am Cayoosh Mountain sind:
- Ostflanke – als Winterroute
- Südwest-Grat – YDS 3 (Erstbesteigung 1978)
- Süd-Grat – YDS 3
- Nord-Grat – YDS 3

## Galerie

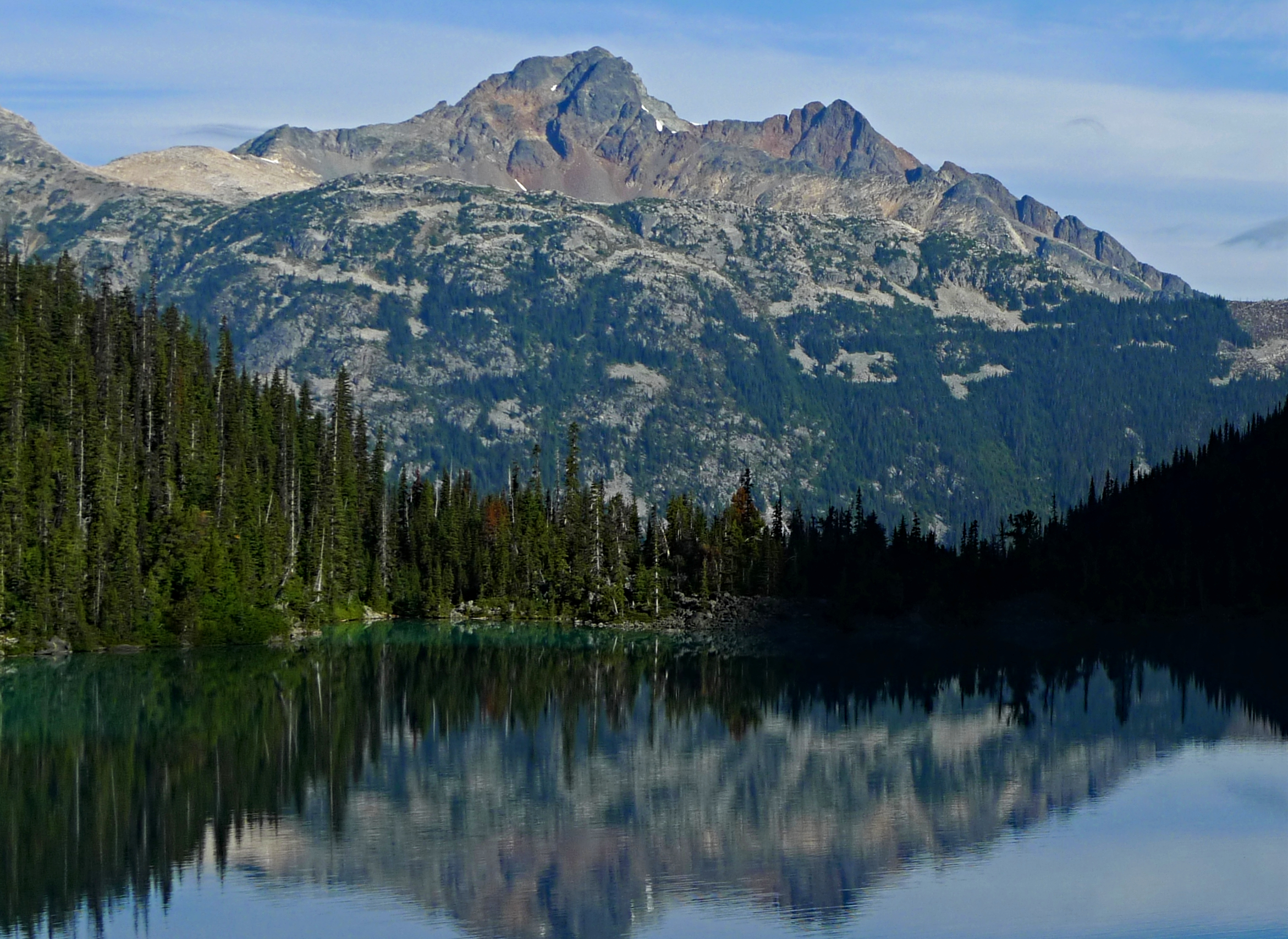
Cayoosh Mountain mit Spiegelbild
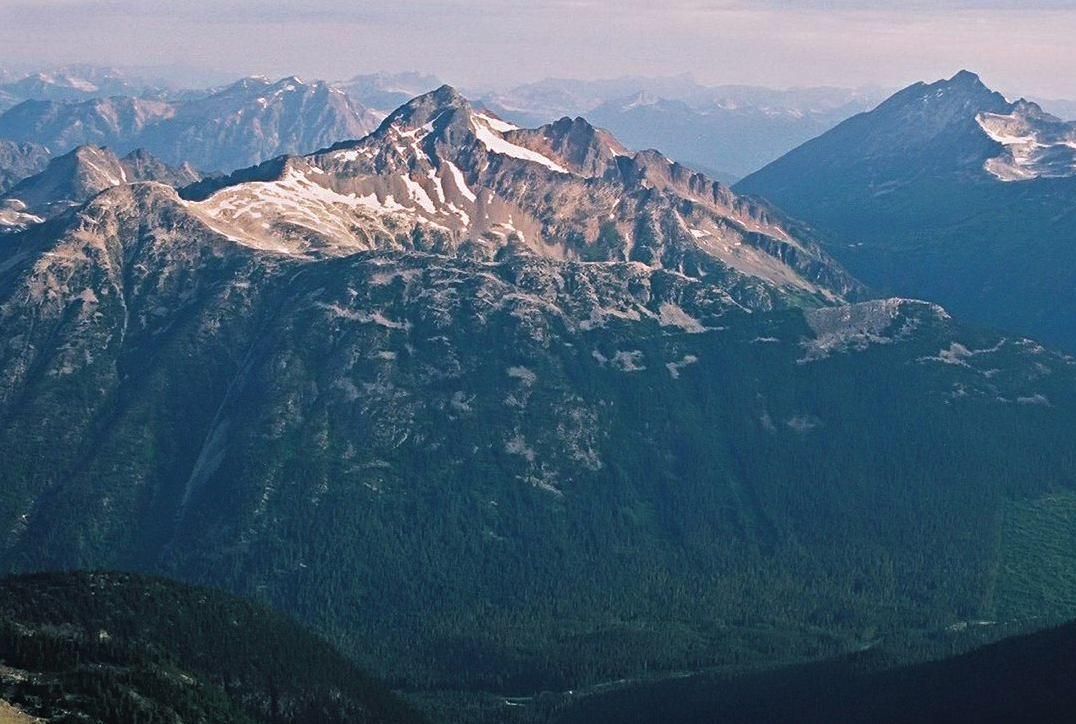
Cayoosh Mountain, Südansicht vom Slalok Mountain (Mt. Marriott rechts oben)
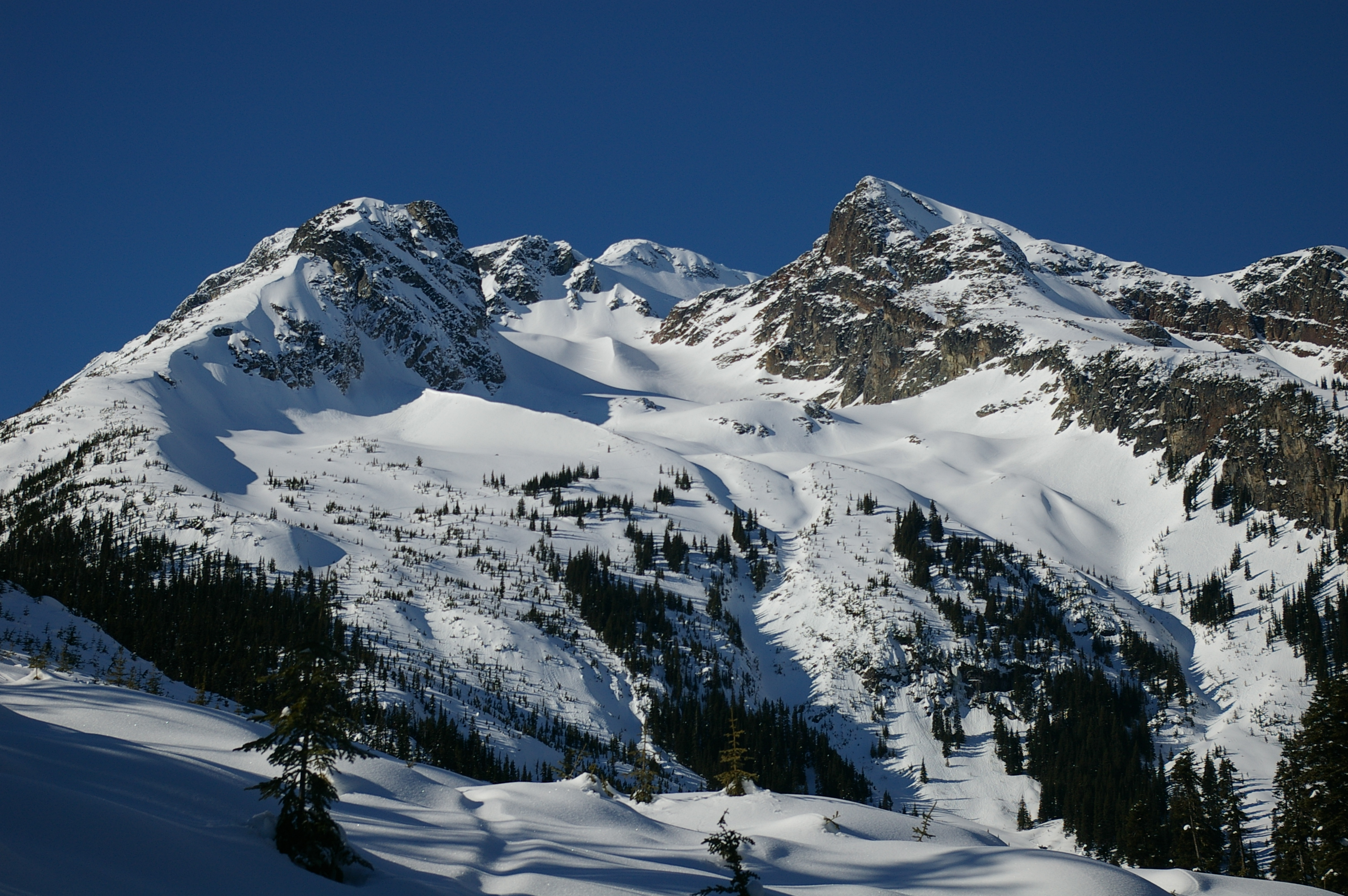
Cayoosh Mountain im Winter